# Авл Геллій
Авл Геллій (лат. Aulus Gellius; близько 130-180) — римський письменник і філолог. Любитель старовини і представник архаїчного напрямку латинської літератури II століття.

## Біографія
Всі відомості, які ми маємо про особу і життя Авла Геллія, засновані на його мізерних повідомленнях.
Авл Геллій вчився спочатку в Римі: граматиці — у граматика Сульпіція Аполлінарія і риториці — в оратора (ритора) Антонія Юліана. Також він слухав лекції Корнелія Фронтона. Сильний вплив на Геллія мав Фаворін.
Потім, з метою вивчення філософії він приїхав до Афін (до 165; ймовірно 147/8), де й жив тривалий час. Там він познайомився з Іродом Аттичним. В Афінах Геллій розпочав обробляти давно зібрані нотатки про латинських і давньогрецьких авторів, створюючи свій твір «Аттичні ночі».
Згодом він повернувся до Риму, де отримав посаду в суді.

## Аттичні ночі
«Аттичні ночі» в 20 книгах (лат. «Noctes Atticae») — єдиний твір Авла Геллія. Випущений у світ близько 180 року. Назва пов'язана з тим, що автор працював над твором довгі зимові вечори. «Аттичні ночі» збереглися майже повністю, не дійшли лише деякі фрагменти початку твору, книга VIII (залишився короткий огляд змісту) і останній розділ книги XX.
Твір являє собою безсистемну, але енциклопедичну за охопленням матеріалу компіляцію різнорідних відомостей античної вченості. Геллій скрупульозно наводить цитати і витяги з старовинних і рідкісних римських і давньогрецьких авторів. Найцікавіші Геллію були давньоримські письменники періоду Республіки, і найохочіше він цитує їх. Загалом він зберіг уривки з нині втрачених творів 275 письменників. Більшість цитованих авторів були відомі Геллію не з першоджерел, що, однак, не зменшує цінності твору.
«Ночі» містять багатий і цінний історичний та філологічний матеріал, відомості з різних галузей знань, у тому числі права, знання про звичаї, природничих наук, геометрії, філософії (етики), міфології. Особливо великий інтерес Геллія до літератури, риторики і проблем лексики та граматики латинської мови. Зокрема, його займала проблема синонімії, етимології, аналізу тексту.
Мова твору, точно також як і інтерес автора до старовини, свідчать про належність останнього до архаїчного напрямку давньоримської латинської літератури II століття.
Безсистемність «Ночей» виражається у вільній послідовності викладу і частій зміні тем, чим автор бажав підтримувати читацький інтерес. Для повідомлення про думки сучасних Геллію авторів і формулювання своїх власних висновків він нерідко звертався до форми діалогу.
«Аттичні ночі» використовували Ноній Марцелл і Макробій, жодного разу не згадавши при цьому імені Авла Геллія.

## Видання і переклади
Латинський текст:
- Auli Gelli Noctium Atticarum. Libri XX. / Post M. Hertz ed. C. Hosius. — 2 voll. — Lipsiae: Teubner, 1903. (Перевидання: 1981)

Текст і переклад:
- В серії «Loeb Classical Library» (в 3 томах під № 195, 200, 212): Aulus Gellius. The Attic nights: with an English translation / By John C. Rolfe. — Cambridge (Massachusetts): Harvard Univ. P.; London: Heinemann, 1961.
- У серії «Collection Budé»: Aulu-Gelle. Les nuits Attiques / Trad. par R. Marache. — T. 1-4. — Paris: Les Belles Lettres, 1967—1996.

Переклади:
- Aulus Gellius. Die attischen Nächte / F. Weiss. — 2 Bände. — Leipzig, 1875—1876. (Перевидання: Darmstadt: WBG, 1981.)
- Авла Геллия Афинских ночей записки… в 20 кн. / Пер. с лат. в Московской славяно-греко-латинской академии ректора архим. Афанасия. М., 1787. Ч. 1. 470 стр. Ч. 2. 464 стр.
- Авл Геллий. Аттические ночи. / Под общ. ред. А. Я. Тыжова, А. П. Бехтер. (Серія «Bibliotheca classica») СПб.: Гуманитарная Академия, 2007—2008.
  - Книги I-Х. / Пер. А. Б. Егорова (кн. 1-5), А. П. Бехтер (кн. 6-10). СПб, 2007. 480 стр. — ISBN 978-5-93762-027-9
  - Книги XI—XX. / Пер. А. Г. Грушевого (кн. 11-15, 17, 18), О. Ю. Бойцовой (кн. 16, 19, 20). СПб, 2008. 448 стр. — ISBN 978-5-93762-056-9

Переклади уривків:
- Авл Геллий. Аттические ночи. (Отрывки) / Пер. В. В. Латышева // Вестник древней истории. — 1949. — № 3. — С. 234—236.
- Авл Геллий. Аттические ночи. I, 12; X, 15; XI, 14 // Древний мир в памятниках его письменности. — Ч. III. — М.: Госиздат, 1922. — С. 5-6, 47-50.
- Авл Геллий. Аттические ночи. (Отрывки) / Пер. Д. П. Кончаловского // Кончаловский Д. П. Экономическая история Рима в её источниках. М.; Л, 1925.
- Авл Геллий. Аттические ночи. III, 3, 14; IX, 4, 1-5; XVI, 10, 1-15; XXI, 41-47 // Античный способ производства в источниках. Л., 1933. С. 97, 246, 338—339, 575—577
- Авл Геллий. Аттические ночи. V, 6, 20-23 // Мишулин А. В. Спартаковское восстание. Революция рабов в Риме в 1 в. до н. э. — М., 1936. — С. 259—260.
- Авл Геллий. Аттические ночи. Х 3, 15 // Хрестоматия по древней истории / Под ред. В. В. Струве. — Ч. II. — М., 1936. — С. 36-37, 96-97.
- Авл Геллий. Аттические ночи. XI, 10 // Кондратьев С. П. Римская литература в избранных переводах. — М., 1939. — С. 111—112.
- Авл Геллий. Аттические ночи. I, 1; I, 2; II, 10; II, 20; III, 6; V, 12; VII, 12; X, 1; X, 18; XIII, 14; XIII, 24, 5; XIV, 7, XV, 1; XIX, 10 / Пер. Н. В. Голицына // Зубов В. П., Петровский Ф. А. Архитектура античного мира. — М., 1940. — С. 32, 62, 71, 80-81, 143—144, 183, 207, 252, 307, 367, 394, 396, 435, 441, 476.
- Авл Геллий. Отрывки. / Пер. Т. И. Кузнецовой. // Памятники поздней античной научно-художественной литературы. М., 1964. С. 253—293.
- Авл Геллий. Аттические ночи. Избранные книги. — Томск: Водолей, 1993. — ISBN 5-7137-0009-7. — (Содержание: Вступление; Кн. III, IV, IX, XII, XVIII.)
- Авл Геллий. Аттические ночи [отрывки]. / Пер. и комм. А. А. Павлова. // Адам и Ева. Альманах гендерной истории. М.: ИВИ РАН. 2007. № 13. С. 223—260.